# Shunzhou Zhen
Shunzhou Zhen (kinesiska: 顺州, 顺州镇) är en köping i Kina. Den ligger i provinsen Yunnan, i den sydvästra delen av landet, omkring 270 kilometer nordväst om provinshuvudstaden Kunming.
Genomsnittlig årsnederbörd är 1 116 millimeter. Den regnigaste månaden är juli, med i genomsnitt 378 mm nederbörd, och den torraste är januari, med 2 mm nederbörd.